# 薩利姆·凱希烏什
薩利姆·凱希烏什（法語：Salim Kechiouche，亦作，1979年4月2日—）是一名法國阿爾及利亞裔男演員，出演過多部電影、電視劇和舞台劇。他曾經也是一名半職業拳擊手。